# 氧化铊
氧化铊，又称氧化高铊是一种由铊和氧组成的化合物。 它存在于自然界中，以稀有矿物褐铊矿的形式存在。 它的结构类似 Mn2O3 ，有着方铁锰矿的结构 。Tl2O3 是具有高电导率的金属性物质，并且是一种 n型半导体，可能在太阳能电池中具有潜在的用途。 
一种生产 Tl2O3 的MOCVD是已知的。 氧化铊的任何实际使用都必须始终考虑到铊的有毒性质。氧化铊与水和酸接触都会形成有毒的铊化合物。

## 制备
它是通过铊与氧气或过氧化氢在碱性铊（I）溶液中反应生成的。它也可以通过在氢氧化钾水溶液中用氯将硝酸亚铊氧化而成。 